# Kaze Dolemite
Kaze Dolemite, né en 1971, est un auteur de bande dessinée et un illustrateur français
Il a notamment participé à Jade, Capsule Cosmique, Bile noire et Tchô !.

### Collectifs
- « ? », dans Projet Bermuda 1, Librairie expériences, juin 2007 (ISBN 978-2-9523225-2-2)
- « ? », dans Projet Bermuda 2, Librairie expériences, juin 2009 (ISBN 978-2-9523225-3-9)